# Corynosoma kurilensis
Corynosoma kurilensis är en hakmaskart som beskrevs av Ivan Alekseevich Gubanov 1952. Corynosoma kurilensis ingår i släktet Corynosoma och familjen Polymorphidae. Inga underarter finns listade i Catalogue of Life.